# Le Cri du peuple (journal, 1940-1944)
Pour les articles homonymes, voir Le Cri du peuple.
Le Cri du peuple est un quotidien créé par Jacques Doriot et l'organe du Parti populaire français (PPF), parti fasciste et collaborationniste, en octobre 1940.
Il reprend le titre de la gazette Le Cri du peuple créée en 1871 par Jules Vallès. Le but de la création du journal est de récupérer le lectorat de L’Humanité et de l'orienter vers le soutien à la collaboration.
Son rédacteur en chef, Albert Clément, est assassiné le 2 juin 1942 à Paris.
Son tirage est de 58 000 exemplaires en janvier 1943.
Il cesse de paraître en 1944.